# Quelitz
Quelitz ist ein Ortsteil von Unterweißbach im Landkreis Saalfeld-Rudolstadt in Thüringen.

## Geografie
Quelitz liegt an der schluchtartigen Lichtetalstraße, rechts und links bis zu zweihundert Meter  bewaldete und begrünte Hänge. Im Tal verläuft der Bach und die Straße führt Richtung Leibis und Meura. In Unterweißbach haben die Gäste und Bürger Verbindung zur Landesstraße 1145 in Richtung Sitzendorf oder Meuselbach-Schwarzmühle.

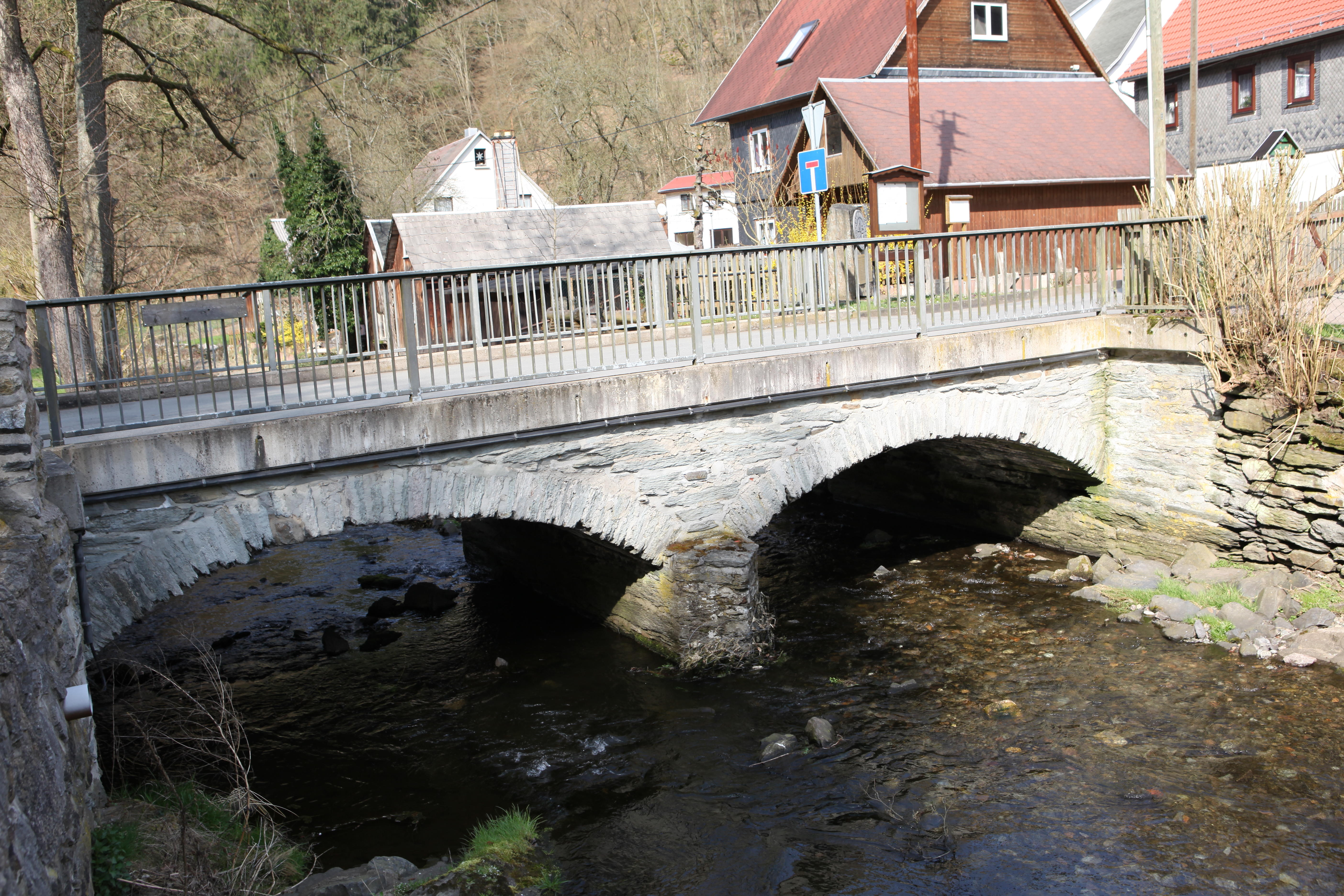
Brücke über die Lichte

## Geschichte
Am 19. November 1370 wurde die Ansiedlung erstmals urkundlich erwähnt.
Ursprung dieser Ansiedlung war eine Furt über den Lichtebach. Ein Eisenhammer einer Hammermühle an der Lichte verarbeitete damals das in den Wäldern geschürfte Eisenerz. Bis 1918 gehörte der Ort zur Oberherrschaft des Fürstentums Schwarzburg-Rudolstadt.